# Pascale Besson
Pascale Besson (24 de enero de 1960) es una deportista francesa que compitió en natación sincronizada. Ganó dos medallas en el Campeonato Europeo de Natación de 1985, oro en la prueba de equipo y plata en dúo.

## Palmarés internacional
| Campeonato Europeo | Campeonato Europeo | Campeonato Europeo | Campeonato Europeo |
| Año                | Lugar              | Medalla            | Prueba             |
| ------------------ | ------------------ | ------------------ | ------------------ |
| 1985               | Sofía (Bulgaria)   | Medalla de oro     | Equipo             |
| 1985               | Sofía (Bulgaria)   | Medalla de plata   | Dúo                |